# Polygonum austiniae
Polygonum austiniae är en slideväxtart som beskrevs av Edward Lee Greene. Polygonum austiniae ingår i släktet trampörter, och familjen slideväxter. Inga underarter finns listade i Catalogue of Life.